# Popowia glomerulata
Popowia glomerulata Le Thomas – gatunek rośliny z rodziny flaszowcowatych (Annonaceae Juss.). Występuje naturalnie w Gabonie oraz Kongo. Typ taksonu został zebrany tylko raz, w 1931 roku. 

## Morfologia
PokrójZimozielone i zdrewniałe liany. Młode pędy są owłosione.
LiścieMają kształt od podłużnie eliptycznego do podłużnie odwrotnie jajowatego. Mierzą 11–20 cm długości oraz 4,5–7,5 cm szerokości. Są prawie skórzaste. Nasada liścia jest prawie zaokrąglona. Blaszka liściowa jest o tępym lub wierzchołku. Ogonek liściowy jest owłosiony i dorasta do 5–7 mm długości.
KwiatySą zebrane w gęste kłębiki, rozwijają się bezpośrednio na pniach i gałęziach (kaulifloria). Działki kielicha mają trójkątnie owalny kształt, są owłosione i dorastają do 2–3 mm długości. Płatki mają owalny kształt, są owłosione, osiągają do 5–6 mm długości. Kwiaty mają 80–95 owłosionych owocolistków o elipsoidalnym kształcie i długości 9 mm.

## Biologia i ekologia
Rośnie w wilgotnych lasach.